# Sant Silvestre de Valleta

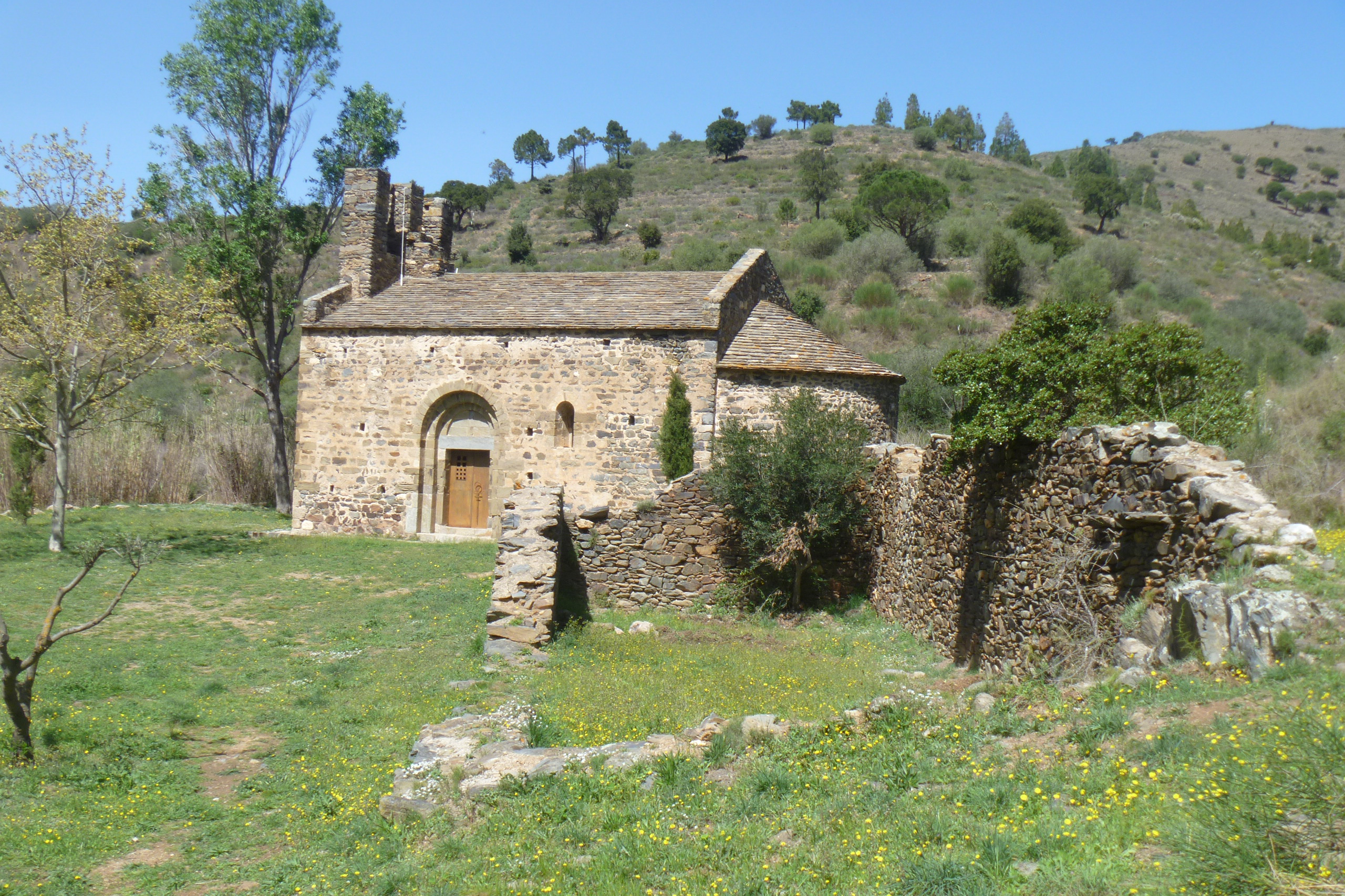
Sant Silvestre de Valleta mit verfallenem Gehöft

Sant Silvestre de Valleta ist ein aus dem 10. Jahrhundert stammender  romanischer Kirchenbau der Gemeinde Llançà im Norden Kataloniens (Provinz Girona, Alt Empordà). Die Kirche bildet Teil des Kulturerbes Kataloniens und ist in die Inventari del Patrimoni Arquitectònic Català aufgenommen.

## Lage
Die Kirche Sant Silvestre liegt am Zusammenfluss des Rec de Carxell und den Recs de l'Heura, aus dem dann die Riera de Valleta hervorgeht, 5 Kilometer westlich des Ortskerns von Llança (Luftlinie). Bis zur Ortschaft La Valleta im Südsüdosten sind es 4 Kilometer. Etwa 2 Kilometer im Nordosten erhebt sich der 408 Meter hohe Puig Tifell. Die Kirche selbst befindet sich auf 117 Meter Meerhöhe. Unmittelbar südöstlich sind ihr die Mauerreste eines verfallenen Gehöfts vorgelagert. An der Kirche führt der Fernwanderweg GR 11 von Llançà nach Vilamaniscle vorbei.

## Beschreibung
Bei der nach Papst Silvester I. benannten Kirche handelt es sich um ein präromanisches oder romanisches Bauwerk von 14,50 Meter Länge und 7,20 Meter Breite. Die einschiffige Saalkirche wird im Osten von einer halbrunden Apsis mit viertelsphärischer Decke abgeschlossen. Die Apsis steht mit dem Kirchenschiff über einen Rundbogen aus behauenem Naturstein in Verbindung. Ein ganz ähnlicher Rundbogen trennt den etwas weniger breiten Chorbereich vom restlichen Langhaus. An den Seitenwänden laufen Steinbänke entlang. In der Südwestecke des Schiffs steht der Taufstein. In der Apsis sind zwei Rundbögenfenster mit Schräglaibung eingelassen, wohingegen die Rundbögenfenster auf der Süd- und auf der Westseite doppelgeschrägt sind. Das Eingangsportal befindet sich auf der Südseite. Es besteht aus drei gestuften Rundbögen, einem monolithischen Türsturz und einem halbkreisförmigen Tympanonfeld, das mit behauenen Steinen ausgefüllt wird. Über der Giebelwand im Westen thront der Glockengiebel, der sich in drei Mauerpfeiler gliedert. Wie bei Sant Quirze de Colera und bei Sant Miquel de Colera fehlen auch hier die abschließenden Rundbögen.
Das Apsismauerwerk, die Giebel- und die Nordwand wurden mit relativ kleinen, unbehauenen, in Kalkmörtel eingebetteten Natursteinen erbaut. Der untere Wandabschnitt der Apsis zeigt drei Lagen, die mit der Fischgrätentechnik, dem so genannten opus spicatum, gemauert wurden. Die Südmauer des Schiffs wurde hingegen in mehr oder weniger regelmäßigen Lagen aus behauenem Schiefergestein errichtet. Das Dach ist mit Schieferplatten gedeckt, die in reichlich Kalkmörtel eingebettet wurden.
Sehr wahrscheinlich wurde Sant Silvestre in zwei Abschnitten erbaut. Die Apsis dürfte aus dem 10. Jahrhundert stammen – dem Zeitpunkt der Einweihung der Kirche. Die Fenster und das Eingangsportal sind jedoch einem spätromanischen Stil zuzuordnen und gehören ins 12. und 13. Jahrhundert.
Neben der Kirche stehen die Überreste eines alten Gehöfts, das bereits im Jahr 1019 urkundlich erwähnt wurde.

## Geschichte

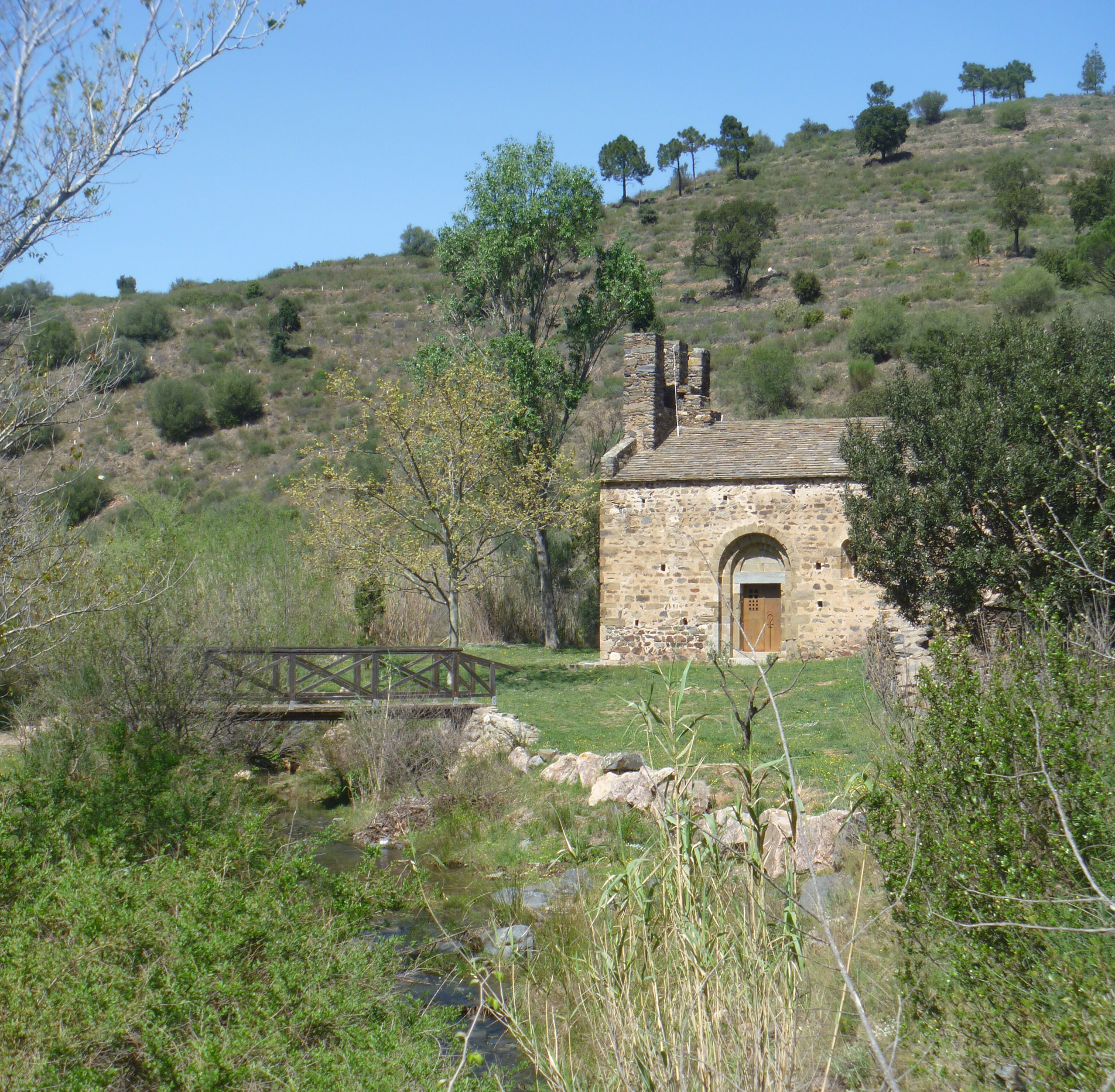
Sant Silvestre mit Brücke über die Riera de Valleta

### Anfänge
Die älteste urkundliche Aufzeichnung von Sant Silvestre geht auf den 24. November des Jahres 854 zurück. Hierin erwähnt der Abt Pere (Peter) von Sant Esteve de Banyoles die Schenkung von Häusern und Ländereien in Vallmalla (wie das Tal von Sant Silvestre damals genannt wurde) an seine Abtei. Das Vallmalla gehörte laut Joan Badia Homs, der sich seinerseits auf Ramon d'Abadal i de Vinyals beruft, damals zur Vizegrafschaft Peralada. Der Abt hatte den Besitz im Vallmalla von seinem Vater geerbt, der seinerseits die Güter durch Presura erworben hatte. Einiges später bestätigte Ludwig II. (der Stammler) im Jahr 877 der Abtei von Banyoles den Besitz der Cella von Sant Silvestre samt umliegenden Weinbergen und Behausungen und inklusive der nahegelegenen Kirche Sant Martí de Vallmala. In Dokumenten des folgenden 10. Jahrhunderts taucht der Name Valleta nicht auf, da das Flusstal damals noch als Budica oder Budiga bezeichnet wurde.
In einer Bulle des Papstes Benedikt VIII. aus dem Jahr 1017 wird der Abtei von Banyoles der Besitz von Sant Silvestre konfirmiert. Auch bei der Einweihung von Sant Martí de Vallmala im Jahr 1019 werden die Kirche Sant Silvestre und das zugehörige Gehöft erwähnt. In einer Weihurkunde vom 17. Dezember 1029, in der die Kirche zur Pfarrkirche erhoben wurde, bezeichnete der Bischof von Girona Pere Roger de Carcasona Sant Silvestre als zu Vilar Renoall oder Vila Mala gehörig. Im selben Dokument gestand der Bischof der neuen Pfarrkirche einen 30 Schritt breiten Friedhof mit den dazugehörigen Rechten zu und legte gleichzeitig die Grenzen der Pfarrei fest. Wesentlich später (in den Jahren 1279 und 1280) wurde die Pfarrkirche dann als Sancto Silvestro bezeichnet.

### Niedergang
Die Kapelle Sant Silvestre lag in einer sehr dünn besiedelten Landschaft. Dennoch war sie als Pfarrkirche für das Tal der Valleta noch bis ins 17. Jahrhundert ein Zentrum des öffentlichen Lebens, verfiel aber dann aufgrund eines Bevölkerungsrückganges. So wird sie in pfarrgemeindlichen Aufzeichnungen zwischen 1606 und 1691 als eigenständige Pfarrei bereits nicht mehr erwähnt und es scheint, dass die Kapelle in die Pfarrgemeinde von Garriguella eingegliedert worden war, wo sie bis 1920 verblieb. Erst Jahre später kam sie schließlich zur Pfarrei von Llançà.

### Renovierung
Auf Drängen der Bevölkerung begannen am 15. Mai 1983 die Renovierungsarbeiten an der Kirche, nachdem im Jahr 1982 das Department de Cultura der Generalitat de Catalunya, die Diputació de Girona  und die Amics de Sant Silvestre ein Wiederinstandsetzungsprojekt des gesamten Gebäudes ins Auge gefasst hatten. Insbesondere am Dach über dem Langhaus und dem Apsisgewölbe waren Ausbesserungen dringend nötig geworden, aber auch Mauern und Innenbögen waren beschädigt und der ursprüngliche Plattenboden verloren gegangen. Am Tympanon über der Tür fehlten Laibungssteine und das hölzerne Türblatt war vollständig verrottet. Dringlich war auch eine Verlegung des Flussbetts der Riera de la Valleta, das sich an die Giebelmauer und insbesondere die Nordmauer herangearbeitet hatte und so das Gebäude zu destabilisieren drohte. Nachdem all diese Arbeiten beendet waren, wurde noch ein neuer Altar eingebaut sowie die Zugangswege instand gesetzt und die unmittelbare Umgebung der Kirche gesäubert. Am Ende wurde noch ein Stromanschluss installiert, der von einem Generator versorgt wird.
Seit Beendigung der Renovierungsarbeiten werden in Sant Silvestre jetzt wieder Gottesdienste gefeiert. Gleichzeitig findet seit Mai 1980 ein jährliches Volksfest an der Kirche statt.

## Feuergefahr
Im Juli 1986 breitete sich in der Umgebung ein Wildfeuer aus, dem ein Großteil der Wälder in der Serra de Rodes zum Opfer fielen und im Tal der Riera de Valleta Steineichen- und Pinienwälder vernichtete.